# Birgitta Whaley
Katherine Birgitta Whaley (1956) es profesora de Química en la Universidad de California Berkeley y científica en la División de Ciencias Químicas del Laboratorio Nacional Lawrence Berkeley. Whaley es directora del Centro de Información y Computación Cuántica de Berkeley, miembro de la junta ejecutiva del Centro de Ciencia Coherente Cuántica y miembro del Instituto Kavli Energy Nanosciences. En el Laboratorio Nacional Lawrence Berkeley, Whaley es miembro del Equipo de Algoritmos Cuánticos para Ciencias Químicas en el área de investigación de algoritmos eficientes.
La investigación de Whaley se enfoca en las áreas de información cuántica, computación cuántica, sistemas cuánticos macroscópicos y control y simulación cuánticos.

## Carrera
Whaley recibió su licenciatura de la Universidad de Oxford en 1978. Completó una maestría en 1982 y un doctorado en 1984 en la Universidad de Chicago, bajo la supervisión de John C. Light. Posteriormente fue becaria Golda Meir en la Universidad Hebrea de Jerusalén (1984-1985) y becaria postdoctoral en la Universidad de Tel Aviv (1985-1986), donde estudió con Abraham Nitzan y Robert Gerber. Whaley se unió a la facultad de Química de UC Berkeley en 1986. Su interés por la biología cuántica surgió de una serie de experimentos, realizados por Graham Fleming y su equipo en 2007, que demostraron que ciertas bacterias son capaces de sintetizar azúcar a alta temperatura mediante procesos de mecánica cuántica.
Whaley ha recibido premios y reconocimientos por sus contribuciones científicas. En 2002 fue nominada miembro de la American Physical Society por la División de Física Computacional «por sus contribuciones a la comprensión teórica de los fenómenos cuánticos a nanoescala, especialmente en gotas de helio superfluido, y al control de la decoherencia en el procesamiento de información cuántica».
Whaley fue miembro del Consejo Asesor del Instituto Kavli de Física Teórica (KITP) en la Universidad de California, Santa Bárbara de 2014 a 2017 y ocupó el cargo de presidente de 2016 a 2017. Entre 2017 y 2018, fue académica/científica visitante distinguida en KITP, y formó parte del Comité Asesor Científico del Instituto Perimeter de Física Teórica de 2010 a 2013. Fue vicepresidente, presidente electa y presidente de la División de Física Química de la Sociedad Estadounidense de Física (2009-2011). En 2016, Whaley desempeñó el cargo de presidente del Comité de becas de 2015 de la División de Información Cuántica de la Sociedad Estadounidense de Física.
Whaley ha sido miembro del consejo editorial de las publicaciones Journal of Chemical Physics, Journal of Physical Chemistry, Chemical Physics, Quantum Information Processing, European Physical Journal (EPJ) Quantum Technology y Advances in Physics X.
En octubre de 2019, Whaley fue nombrada miembro del Consejo de Asesores del Presidente en Ciencia y Tecnología.